# Lista de cidades que acolheram encontros de Taizé
Esta a lista de cidades que acolheram encontros da Comunidade de Taizé:

## Encontros europeus para jovens adultos
- 1978 – Paris,  França
- 1979 – Barcelona,  Espanha
- 1980 – Roma,  Itália
- 1981 – Londres,  Reino Unido
- 1982 – Roma,  Itália
- 1983 – Paris,  França
- 1984 – Colonia,  Alemanha
- 1985 – Barcelona,  Espanha
- 1986 – Londres,  Reino Unido
- 1987 – Roma,  Itália
- 1988 – Paris,  França
- 1989 – Wrocław,  Polónia
- 1990 – Praga,  Chéquia
- 1991 – Budapeste,  Hungria
- 1992 – Viena,  Áustria
- 1993 – Munique,  Alemanha
- 1994 – Paris,  França
- 1995 – Wrocław,  Polónia
- 1996 – Estugarda,  Alemanha
- 1997 – Viena,  Áustria
- 1998 – Milão,  Itália
- 1999 – Varsóvia,  Polónia
- 2000 – Barcelona,  Espanha
- 2001 – Budapeste,  Hungria
- 2002 – Paris,  França
- 2003 – Hamburgo,  Alemanha
- 2004 – Lisboa,  Portugal
- 2005 – Milão,  Itália
- 2006 – Zagreb,  Croácia
- 2007 – Genebra,  Suíça
- 2008 – Bruxelas,  Bélgica
- 2009 – Poznań,  Polónia
- 2010 – Roterdão,  Países Baixos
- 2011 – Berlim,  Alemanha
- 2012 – Roma,  Itália
- 2013 – Estrasburgo,  França
- 2014 – Praga,  Chéquia
- 2015 – Valência,  Espanha
- 2016 – Riga,  Letônia
- 2017 – Basiléia,  Suíça
- 2018 – Madri,  Espanha
- 2019 – Wrocław,  Polónia
- 2020 – Turim,  Itália
- 2022 – Rostock,  Alemanha
- 2023 – Liubliana,  Eslovênia

## Encontros internacionais de jovens adultos
- 2006 – Kolkata, Índia
- 2007 – Cochabamba, Bolívia
- 2008 – Nairobi, Quénia
- 2009 – Vilnius, Lituânia
- 2010 – Manila, Filipinas
- 2010 – Santiago, Chile
- 2012 – Kigali, Ruanda
- 2012 – Chicago, Illinois, Estados Unidos
- 2013 – Red Shirt, Reserva Índia de Pine Ridge, Dakota do Sul, Estados Unidos
- 2014 – Cidade do México, México
- 2016 – Cotonou, Benin